# Michèle Pierre-Louis
Michèle Pierre-Louis (född Duvivier, 5 oktober 1947 Jérémie, Haiti) var Haitis premiärminister. Michèle Pierre-Louis intog sitt ämbete 17 juli 2008.